# (9870) Maehata
(9870) Maehata (1992 DA) – planetoida z pasa głównego asteroid okrążająca Słońce w ciągu 3,59 lat w średniej odległości 2,34 j.a. Odkryta 24 lutego 1992 roku.